# Сасокорваро Аудиторе
Сасокорва̀ро Аудито̀ре (на италиански: Sassocorvaro Auditore) е община в Централна Италия, провинция Пезаро и Урбино, регион Марке. Административен център на общината е градче Сасокорваро (Sassocorvaro), което е разположено на 326 m надморска височина. Населението на общината е 4930 души (към 2019 г.).
Общината е създадена в 1 януари 2019 г. Тя се състои от предшествуващите общини Аудиторе и Сасокорваро.